# 1208. grenadirski polk (Wehrmacht)
1208. grenadirski polk (izvirno nemško 1208. Grenadier-Regiment; kratica 1208. GR) je bil pehotni polk Heera v času druge svetovne vojne.

## Zgodovina
Polk je bil ustanovljen 25. avgusta 1944 kot sestavni del 582. ljudskogrenadirske divizije; še v času oblikovanja so polk preimenovali v 77. grenadirski polk.